# Star N52
Star N52 – polski autobus, produkowany w latach 1952–1957 w Sanoku, na podwoziach ciężarówek Star 20. Poprzedzony prototypami Star N50 i Star N51. Pierwszy po II wojnie światowej autobus polskiej konstrukcji.

## Historia modelu
Po zakończeniu prac konstrukcyjnych i badawczych samochodu ciężarowego Star 20, w łódzkim oddziale Centralnego Biura Technicznego Przemysłu Motoryzacyjnego przystąpiono do opracowywania pojazdów pochodnych. Pierwszym pojazdem, jaki powstał na podstawie zespołów Stara, był autobus międzymiastowy średniej wielkości. Konstrukcję podwozia opracowano pod kierunkiem inż. Jerzego Wernera, natomiast nadwozie mieszczące 30 pasażerów opracował zespół kierowany przez inż. Stanisława Panczakiewicza. Budowę prototypu ukończono w 1951 roku. Otrzymał on nazwę Star N50. Był to pierwszy powojenny autobus polskiej konstrukcji.

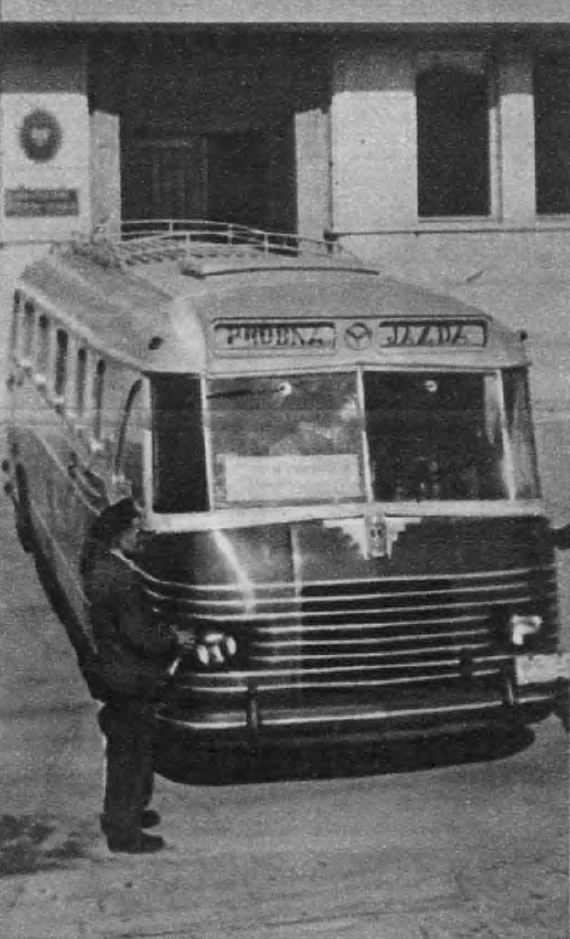
Prototyp autobusu Star N50

Do napędu użyto czterosuwowego silnika typu S42 pochodzącego z samochodu ciężarowego Star 20. Ta 6-cylindrowa jednostka osiągając moc 62,5 kW przy 2800 obr./min umieszczona była wzdłużnie nad przednią osią pojazdu. W układzie napędowym autobusu również wykorzystano zespoły Stara, a mianowicie jednotarczowe sprzęgło półodśrodkowe oraz niezsynchronizowaną skrzynię biegów o 4 przełożeniach. Z uwagi na znaczne zwiększenie rozstawu osi zastosowano dzielony wał napędowy z łożyskiem pośrednim. W tylnym moście napędowym zastosowano stożkową przekładnię główną o przełożeniu zwiększonym do 6,57. Konstrukcję nośną stanowiła rama podłużnicowa. Sztywna oś przednia oraz tylny most napędowy zawieszone były na podłużnych półeliptycznych resorach piórowych. Koła wyposażono w ogumienie o wymiarach 8.25 – 20". Układ kierowniczy oraz główne elementy układu hamulcowego wraz z podciśnieniowym mechanizmem wspomagającym pochodziły z samochodu Star 20. Nadwozie wagonowe o konstrukcji szkieletowej miało przyjemną sylwetkę. Szkielet spawany był z profili stalowych. Poszycie zewnętrzne wykonano z blachy stalowej, a wewnętrzne z płyt pilśniowych i sklejki. Pojazd przeznaczony był do przewozu 30 pasażerów. Przy rozstawie osi równym 4500 mm długość autobusu wynosiła 8400 mm, a masa własna ok. 5500 kg. 

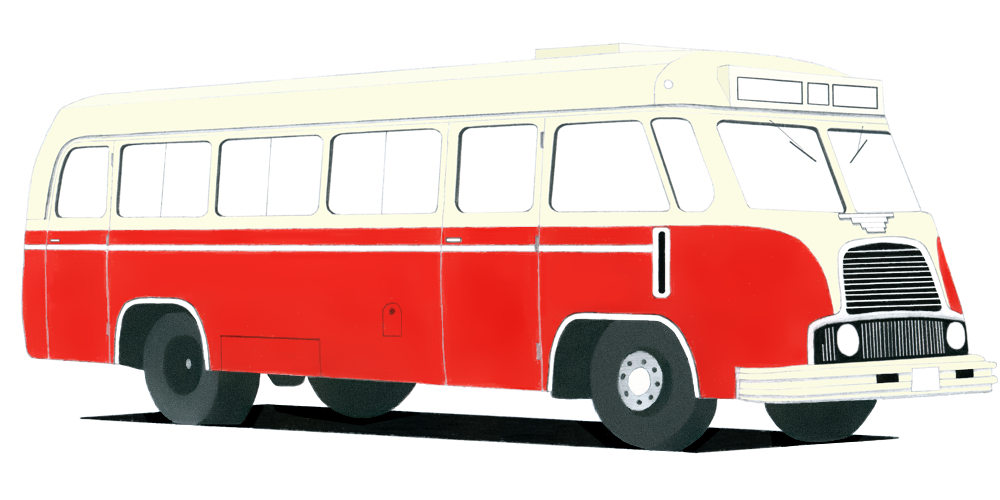
Model autobusu Star N52

W grudniu 1951 roku odbył się rajd kwalifikacyjny Stara N50. Nie zdecydowano się jednak na podjęcie produkcji, przystąpiono natomiast do prac nad dalszym doskonaleniem tej konstrukcji. W rok później (po kolejnej reorganizacji CBTPMot i zmianie nazwy na Biuro Konstrukcyjne Przemysłu Motoryzacyjnego) powstał prototyp nowego autobusu oznaczonego symbolem Star N51. Wykorzystano dotychczasowe ramowe podwozie, natomiast zmieniono kształt i konstrukcję nadwozia. Zastosowano szkielet drewniano-metalowy, do którego mocowano elementy poszycia zewnętrznego i wewnętrznego. Wnętrze pojazdu było przedzielone ścianką działową na dwie części. W przedniej części, przeznaczonej dla pasażerów, umieszczono fotele dla 18 osób, natomiast część tylna służyła do przewozu towarów. W tylnej ścianie autobusu umieszczono dwuskrzydłowe drzwi, przeznaczone do załadunku towarów. 
Kolejnym modelem autobusu opracowanym przez BKPMot był Star N52, zmodernizowana wersja Stara N51. Zrezygnowano ze ścianki działowej, umieszczając we wnętrzu fotele dla 31 pasażerów. Sylwetki autobusu nie zmieniono, natomiast usprawniono niektóre podzespoły, jak np. ogrzewanie. Ten model autobusu został zatwierdzony do produkcji seryjnej. Na producenta wyznaczono Sanocką Fabrykę Wagonów, która specjalizowała się w budowie różnego rodzaju nadwozi. Serię informacyjną 20 sztuk tych autobusów wykonano w 1952 roku, a od początku roku 1953 rozpoczęto produkcję seryjną. Duży udział prac ręcznych ograniczał wielkość produkcji, a zapotrzebowanie na autobusy było wtedy dwukrotnie wyższe od krajowych możliwości produkcyjnych. Stary N52 okazały się zbyt małe jak na ówczesne potrzeby przewozowe. Wobec braku krajowych zespołów podwoziowych o większej nośności, powiększenie liczby miejsc w autobusie można było uzyskać tylko kosztem zmniejszenia masy własnej pojazdu, przy jednoczesnym powiększeniu jego wymiarów. Doprowadziło to do skonstruowania samonośnych autobusów San.